# Giuliana
Giuliana est une commune de la province de Palerme dans la région Sicile en Italie.

## Administration
| Période                                  | Période  | Identité           | Étiquette | Qualité |
| ---------------------------------------- | -------- | ------------------ | --------- | ------- |
| 30 mai 2005                              | En cours | Vincenzo Martorana |           |         |
| Les données manquantes sont à compléter. |          |                    |           |         |

### Communes limitrophes
Bisacquino, Caltabellotta, Chiusa Sclafani, Contessa Entellina, Sambuca di Sicilia